# Palaeomolis ladakensis
Palaeomolis ladakensis là một loài bướm đêm thuộc phân họ Arctiinae, họ Erebidae.